# Sol Bianca: Сокровища погибших планет
Сол Бьянка: Сокровища погибших планет — шестисерийный ОВА-сериал, приквел Sol Bianca.

## Сюжет
В XXV-м веке человечество расселилось по Вселенной, забыв о Земле, ставшей мифом. Но зато огромную ценность получили земные артефакты, сокровища погибшей планеты Земля. «Terra Force» — это космический флот, любыми способами защищающий жемчужину космоса — Землю.
Четыре охотницы за сокровищем, путешествующие на пиратском корабле «Sol Bianca», решают вернуть украденную у них вещь, за которой охотится и полковник Гюнтер из «Terra Force». Их пути неминуемо пересекутся на подпольном аукционе.

## Список персонажей
Эйприл — Командир команды корабля Sol Bianka.
Сэйю: Риса Мацумото
Джун — Гений, если можно так выразится, всей команды корабля. Приверженец компьютерных технологий и удивляется, как что-то можно делать без их использования (например, в третьем эпизоде удивляется почему паспортный контроль нельзя пройти не через компьютерные системы). Во втором эпизоде, успешно используя компьютерного джина Санчо, разгадала загадку на планете Консэгра в здании корпорации «Мегасемя». Также спокойно пользуется системой корабля, словно по наитию. Есть версия что она не человек, в обычном понимании во вселенной Сол Бьянка, так как нам показывают как Эйприл нашла свой корабль и на борту в стазисе с надписями на теле находилась Джун(судя по всему она аватара корабля).
Сэйю: Эри Миядзима
Фэб — Сногшибательная черноволосая и кудрявая зеленоглазая девушка. Она имеет большую слабость к алкоголю, и поэтому часто «вылетает» из действий. Но временами это даже служит ей на пользу. Во второй серии в состоянии опьянения она вступает в воздушную перестрелку с преследующими их силами Terra Force.
Сэйю: Ёсико Сакакибара
Дженни — Блондинка в команде пираток Sol Bianka, жутко похожая на парня. Во второй серии Джун вскользь упоминает о ситуации, когда Дженни кто-то принял за парня, и у Дженни была неадекватная реакция(проще, она чуть было не убила кого-то). Девушка с крутым характером. С самого начала нам показывают её как человека спортивного и немного грубого. Воинственна не на шутку — в третьей серии, когда иллюзионист-террорист захватил корабль Sol Bianka, Дженни решается взять на себя миссию спасти всех своих напарниц и Мэйо и сражается не на жизнь, а на смерть.
Сэйю: Томо Саэки
Мэйо — Маленькая девочка, тайком забравшаяся на корабль Sol Bianca в первом эпизоде. Утверждает, что её родители земляне, поэтому её оставляют на корабле. В третьем эпизоде помогает Дженни спасти девушек из команды, так как её мысли не мог читать иллюзионист-террорист Бустер.
Сэйю: Хироко Кониси
Гюнтер — Глава компании «Терра Форс». Занимается сбором артефактов с погибшей планеты Земля. Слепой.
Сэйю: Харухико Дзё